# Henricus Theodorus Johannes van Vlijmen

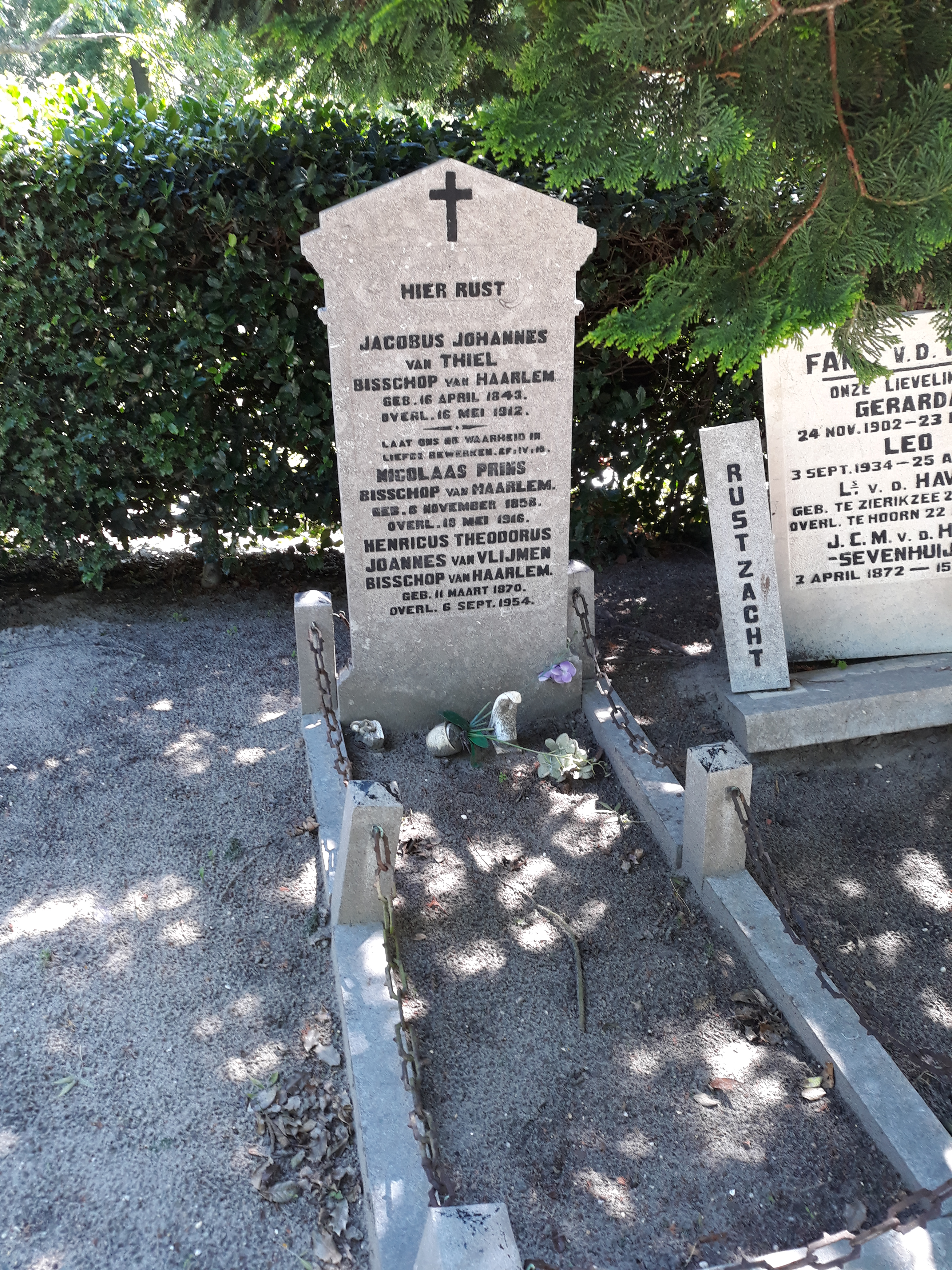
Grab im altkatholischen Bischofsgrab auf dem Friedhof Kleverlaan in Haarlem.

Henricus Theodorus Johannes van Vlijmen (auch Henricus van Vlijmen; * 11. März 1870 in Dordrecht; † 6. September 1954 in Haarlem) war von 1916 bis 1945 alt-katholischer Bischof von Haarlem.

## Leben
Ab 1882 besuchte er das alt-katholische Seminar zu Amersfoort. Nachdem er sein Studium dort abgeschlossen hatte, empfing er am 18. November 1894 durch den Erzbischof von Utrecht Gerardus Gul die Priesterweihe. Danach war er bis 1903 Kaplan und anschließend bis 1916 Pfarrer in Egmond. Im Zeitraum von 1916 bis 1927 hatte er eine Pfarrstelle in Haarlem inne. Im Jahre 1910 besuchte er die Altkatholische Kirche der Mariaviten in Polen.
Seine Wahl zum Bischof von Haarlem erfolgte am 4. Juli 1916, die Bischofsweihe empfing er am 1. Oktober 1912 in IJmuiden durch Erzbischof Gerardus Gul von Utrecht und Bischof Nicolaus Bartholomeus Petrus Spit von Deventer.
Am 9. August 1918 war er Mitkonsekrator bei der Weihe von Robert Tüchler zum Bischof der altkatholischen Kirche in Österreich.